# Залесе (гміна Ставіські)
Залесе (пол. Zalesie) — село в Польщі, у гміні Стависьки Кольненського повіту Підляського воєводства.
Населення — 27 осіб (2011).
У 1975-1998 роках село належало до Ломжинського воєводства.

## Демографія
Демографічна структура станом на 31 березня 2011 року:
|          | Загалом | Допрацездатний вік | Працездатний вік | Постпрацездатний вік |
| -------- | ------- | ------------------ | ---------------- | -------------------- |
| Чоловіки | 10      | 1                  | 7                | 2                    |
| Жінки    | 17      | 2                  | 12               | 3                    |
| Разом    | 27      | 3                  | 19               | 5                    |